# Ralph F. Beermann
Ralph Frederick Beermann (Dakota City, 13 de agosto de 1912-Sioux City, 17 de febrero de 1977) fue un político republicano estadounidense. Se desempeñó como miembro de la Cámara de Representantes de los Estados Unidos por el 1.º y 3.º distrito congresional de Nebraska.

## Biografía
Nacido cerca de Dakota City, Nebraska; se graduó de Morningside College en Sioux City, Iowa y luego asistió a varias escuelas especializadas del ejército.
Durante la Segunda Guerra Mundial, sirvió en los teatros de África y Europa en el Ejército de los Estados Unidos como parte del 601º Batallón de Artillería y el 301º Regimiento de Artillería. Después de la guerra, se asoció con sus seis hermanos (los hermanos Beermann) en la agricultura, la deshidratación de alfalfa y la cría de ganado en el condado de Dakota, Nebraska.
Se desempeñó como presidente del Comité Central Republicano del Condado de Dakota durante diez años y organizó a los Jóvenes Republicanos del Condado de Dakota. Fue elegido para servir al 3.er distrito congresional de Nebraska durante el 87.º Congreso de los Estados Unidos del 3 de enero de 1961 al 3 de enero de 1963; y sirvió al 1.er distrito congresional en el 88.º Congreso de los Estados Unidos desde el 3 de enero de 1963 hasta el 3 de enero de 1965. No ganó la reelección en 1964. Después de dejar el Congreso, Beermann volvió a sus actividades comerciales, pero de 1972 a 1977, sirvió en la junta del Distrito de Energía Pública de Nebraska.
Falleció en un accidente aéreo cuando el avión monomotor que pilotaba se estrelló en el Aeropuerto Municipal de Sioux City en Iowa el 17 de febrero de 1977; su edad era de 64 años y 188 días. Está enterrado en el cementerio de Dakota City.

### Vida personal
Fue miembro de la Iglesia Luterana y miembro de Farm Bureau, Legión Estadounidense, Veterans of Foreign Wars y Kiwanis. A Beermann le sobrevivieron su esposa, Marjorie Beermann, y cuatro hermanos.